# Netflix
Netflix, Inc. — американская развлекательная компания, а также стриминговый сервис фильмов и сериалов. Основана 29 августа 1997 года Ридом Хастингсом и Марком Рэндольфом. Штаб-квартира находится в Лос-Гатосе, Калифорния.
С 2013 года Netflix производит собственные фильмы и сериалы, в том числе и анимационные, а также телепрограммы. В 2016 году компания выпустила 126 оригинальных сериалов и фильмов — больше, чем любой другой сетевой или кабельный канал. Их усилия по производству нового контента, обеспечению прав на дополнительный контент и диверсификации через 190 стран потребовали дополнительных капиталов, привлекаемых в том числе через займы. Суммарный долг в 2016 году составил 16,8 млрд долларов, по состоянию на сентябрь 2017 года он был уже 21,9 млрд долларов. При этом 6,5 миллиарда долларов — это долгосрочный долг, а остальная часть — долгосрочные обязательства. В октябре 2018 года Netflix объявила о привлечении ещё 2 миллиардов долларов для финансирования нового контента. По состоянию на январь 2025 года у компании насчитывается 301,63 млн подписчиков по всему миру, при этом в 2025 году компания собирается потратить 18 млрд долларов на создание контента.

## История

#### Основание
Netflix была основана 29 августа 1997 года в Скоттс-Вэлли, штат Калифорния, Марком Рэндольфом и Ридом Хастингсом. Рэндольф в то время работал директором по маркетингу в компании Хастингса «Pure Software». Рэндольф был одним из основателей компании MicroWarehouse, занимавшейся доставкой компьютеров по почте, а позже был принят на работу в Borland International в качестве вице-президента по маркетингу.
Хастингс, компьютерный учёный и математик, продал Pure Software компании Rational Software Corporation в 1997 году за 700 миллионов долларов, что было на тот момент самым крупным приобретением в истории Кремниевой долины. Они придумали идею Netflix в поездках между своими домами в Санта-Крусе и штаб-квартирой Pure Software в Саннивейле, ожидая одобрения слияния двух компаний государственными органами, хотя Хастингс позднее рассказывал различные истории появления этой идеи.
Хастингс вложил 2,5 миллиона долларов в стартап для Netflix. Рэндольф восхищался тогда ещё молодой компанией Amazon и хотел найти большую категорию портативных товаров для продажи через Интернет, используя подобную им бизнес-модель. По их мнению, доставка фильмов на видеокассетах VHS была нерентабельна из-за их относительно крупного размера и, соответственно, неудобства хранения.
Когда основатели компании услышали о DVD-дисках, которые впервые появились в Соединённых Штатах 24 марта 1997 года, они протестировали концепцию продажи или аренды DVD-дисков по почте, отправив компакт-диск в дом Хастингса в Санта-Крусе. Когда диск прибыл в целости и сохранности, они решили войти в 16-миллиардную индустрию продаж и проката домашнего видео. Хастингса часто цитируют, говоря, что он решил основать Netflix после того, как его оштрафовали на 40 долларов в магазине Blockbuster за опоздание, с которым он вернул кассету фильма «Аполлон-13». Но это вымышленная история, которую он и Рэндольф придумали позже, чтобы объяснить бизнес-модель и поддержать мотивацию сотрудников компании.
Netflix начал свою деятельность как первый в мире интернет-магазин проката DVD, имея всего 30 сотрудников и 925 доступных фильмов, что представляло собою совокупность почти всех фильмов, выпущенных к тому моменту на DVD. При этом использовалась схема оплаты за аренду со ставками и сроками возврата, очень похожая на условия основного конкурента, Blockbuster.

#### Предложение о приобретении Blockbuster, начало роста, выпуск акций
Netflix представила концепцию ежемесячной подписки в сентябре 1999 года, а затем отказалась от модели однократного проката в начале 2000 года. С тех пор компания построила свою репутацию на бизнес-модели безлимитной аренды с фиксированной ставкой, без сроков оплаты, просроченных платежей, сборов за доставку и обработку.
В 2000 году у Netflix было всего около 300 000 подписчиков, которые получали DVD-диски по почте. Компания терпела убытки, в связи с чем руководство предложило компании Blockbuster выкупить 49 % Netflix за 50 миллионов долларов. Согласно предложенным условиям, Netflix должен быть переименован в Blockbuster.com и заниматься онлайн-продажами, в то время как сам Blockbuster займётся приобретением, хранением и доставкой DVD-дисков, став менее зависимым от Почтовой службы США. Однако предложение было отклонено.
В начале 2001 года компания переживала быстрый рост, но вскоре пузырь доткомов лопнул, и позднее в том же году произошли теракты 11 сентября, что сильно повлияло на компанию и вынудило руководство сократить треть своих сотрудников. Однако продажи DVD-плееров в конце концов взлетели, поскольку они стали более доступными, продаваясь по цене примерно 200 долларов за штуку, став одним из самых популярных рождественских подарков в том году. Это обстоятельство способствовало новому росту продаж подписки Netflix в начале 2002 года.
Netflix инициировала первичное публичное размещение акций (IPO) на бирже NASDAQ 29 мая 2002 года, продав 5,5 миллиона акций по цене 15 долларов США за акцию. 14 июня 2002 года компания продала дополнительно 825 000 акций по той же цене. После того как Netflix понесла значительные убытки в течение первых нескольких лет своей деятельности, впервые была опубликована финансовая отчётность: в 2003 году прибыль составила 6,5 млн долларов при выручке 272 млн долларов.
Рэндольф, основной продюсер и член совета директоров Netflix, ушёл из компании в 2004 году. В 2005 году было доступно для проката уже 35000 различных фильмов, и ежедневно Netflix поставляла 1 миллион DVD-дисков.

#### Снижение продаж DVD, внедрение видео по запросу
В середине 2000-х годов скорость передачи данных значительно повысилась, и стоимость интернет-трафика снизилась настолько, что позволило клиентам загружать фильмы из сети. Первоначальная идея заключалась в создании «коробки Netflix», которая могла бы скачивать фильмы за одну ночь для просмотра на следующий день. К 2005 году было разработано устройство и приобретены права на показ фильмов. Компания была готова к выпуску его на рынок. Однако после открытия YouTube и наблюдения за тем, насколько популярными становятся потоковые сервисы, несмотря на отсутствие контента высокой чёткости, концепция использования аппаратного устройства была отброшена и заменена концепцией потоковой передачи данных, проект которой был завершён в 2007 году.
Netflix разработала и поддерживает обширную персонализированную систему видео-рекомендаций, основанную на рейтингах и отзывах своих клиентов. 1 октября 2006 года Netflix предложил премию в размере 1 000 000 долларов первому разработчику алгоритма предсказания оценки, которую зритель поставит фильму, на основе предыдущих оценок этого и других зрителей который мог бы улучшить существующий алгоритм Cinematch более чем на 10 %. В феврале 2007 года компания осуществила доставку своего миллиардного DVD-диска и начала отходить от первоначальной основной бизнес-модели, расширяя бизнес за счёт внедрения сервиса потокового вещания, сохранив при этом службу проката DVD и Blu-ray. Netflix рос по мере того, как продажи DVD падали с 2006 по 2011 год.
Онлайн-прокат DVD Netflix мог предложить гораздо больший выбор фильмов, чем пункты проката Blockbuster. Но когда они впервые предложили своим подписчикам бесплатный потоковый контент в 2007 году, он содержал не более 1000 фильмов и телешоу, всего 1 % по сравнению с более чем 100 000 DVD-продуктов. Тем не менее, поскольку популярность нового типа контента продолжала расти, количество доступных для потоковой передачи вариантов также росло и достигло 12 000 фильмов и шоу в июне 2009 года. Система рекомендаций, известная как Cinematch, не только привязывала зрителей к использованию сервиса, но и выводила недооценённые фильмы, чтобы клиенты могли просматривать их исходя из своих рекомендаций. Этот атрибут приносил выгоду не только компании, но и зрителям и киностудиям, участвовавшим в их создании.

#### Международная экспансия
Компания вышла на международный рынок в 2010, когда потоковое вещание стало доступно в Канаде.
К январю 2013 года количество клиентов потокового сервиса Netflix достигло 27,1 миллиона в США и 29,4 миллиона в мире, с выручкой в 945 млн долларов. К апрелю число подписчиков увеличилось до 36,3 миллионов (29,2 миллиона в Соединённых Штатах). По состоянию на сентябрь 2013 года Netflix сообщила об общем количестве абонентов потоковой передачи в 40,4 миллиона человек (31,2 миллиона в Соединённых Штатах). К сентябрю 2014 года у Netflix были подписчики более чем в 40 странах, к тому же, компания намеревалась расширить зону поставки своих услуг.
В марте 2015 года сервис стал доступен в Австралии и Новой Зеландии, а осенью — в Японии.

Доступность Netflix по странам на март 2022 года
Доступен
Недоступен

6 января 2016 года, во время пресс-релиза на мировой выставке электроники CES, Рид Хастингс неожиданно объявил, что сервис запустился и доступен для регистрации пользователей в 190 странах мира, среди которых такие большие аудитории, как Россия, Индия и Южная Корея. Сервис недоступен в Китае, где правительство регулирует интернет, а также «на территории Крыма, КНДР и Сирии ввиду ограничений правительства США на деятельность американских компаний».
В июне 2016 года министр культуры России Владимир Мединский заявил, что Netflix якобы является частью «плана правительства США по влиянию на мировую культуру: войти в каждый дом, попасть в каждый телевизор и через этот телевизор в голову каждого человека на земле». Это было частью его аргумента в пользу увеличения государственного финансирования (и регулирования) российского кино.
Весной 2017 года Netflix запустил программу по найму фрилансеров для перевода субтитров, с её помощью онлайн-кинотеатр намерен перевести свои сериалы на более чем 20 иностранных языков, в том числе русский. Значительная часть библиотеки Netflix имеет субтитры на русском языке, часть контента также имеет озвучку. К октябрю 2018 года клиентская база Netflix достигла 137 миллионов человек по всему миру, что подтверждает её статус крупнейшего в мире видеосервиса с онлайн-подпиской.
6 марта 2019 года компания Netflix приобрела права на экранизацию романа Габриэля Гарсиа Маркеса «Сто лет одиночества». Произведение будет перенесено на экран впервые.
Во время пандемии COVID-19 в 2020 году, когда большинство кинотеатров по всему миру были закрыты, Netflix получил 16 миллионов новых подписчиков. С 15 октября 2020 года Netflix официально запущен в России и СНГ с русскоязычным оформлением. По итогам 2020 года Netflix вошёл в четвёрку самых популярных онлайн-кинотеатров в России после ivi, «Кинопоиск HD» и Okko.
18 апреля 2023 года компания объявила о прекращении услуги DVD-по-почте с 29 сентября 2023 года.

### Приостановка работы в России
3 марта 2022 года компания объявила о приостановке всех проектов в России в знак протеста против вторжения российской армии на Украину. 6 марта 2022 года Netflix подтвердила остановку работы в России. 23 марта 2022 года пользователи из России утратили возможность загрузить приложение Netflix с App Store и Google Play.
20 апреля 2022 года акции компании упали на 25 %, что произошло после сообщения о потере 200 тыс. платных подписчиков Netflix. Компания объяснила снижение числа подписчиков в том числе геополитическими событиями.
21 апреля 2022 года акции Netflix упали на 35 %. Одной из причин падения рыночной стоимости компании более чем на 50 миллиардов долларов эксперты назвали её уход из России, поскольку этот шаг сократил количество подписчиков стримингового сервиса на 700 000 абонентов. Падение стоимости акций произошло после того, как компания объявила о грядущем сокращении числа подписчиков в течение следующих трёх месяцев на 2 000 000. Среди причин называется также жёсткая конкуренция на рынке потокового вещания — потребители, не располагающие значительными средствами, экономят на использовании потоковых сервисов, а серьёзные участники рынка, такие как Disney и Amazon, предлагают широкий ассортимент контента. Аналитики ожидали, что после периода ускоренной экспансии во время пандемии будут исчерпаны возможности простого роста. По мнению аналитика CMC Markets Майкла Хьюсона, «проблема Netflix, как и всего остального сектора, заключается в том, что у потребителей нет неограниченных средств, и обычно достаточно одной или двух подписок». Компания, как считает Хьюсон, по-прежнему остаётся лидером рынка, однако, не имеет «глубоких карманов», как его конкуренты Apple, Amazon или Disney, поэтому Netflix больше страдает от уменьшения маржи. По мнению Джулиана Аквилины, аналитика исследовательской фирмы Enders Analysis, Netflix справится с трудностями и останется одним из лидеров рынка: «Если люди собираются отказаться от подписки, Netflix не будет первой, с кем они расстанутся». Аквилина подчеркнул, что фирма совсем недавно подняла цены на свои услуги, что непременно влечёт за собой уменьшение числа подписчиков, однако поднятие цен также увеличивает доход компании с одного клиента. Netflix остаётся ведущим мировым потоковым сервисом с более чем 220 миллионами подписчиков. Компания активно работает над созданием собственной продукции, и такие проекты, как «Корона», «Бриджертоны» и «Игра в кальмара», стали мировыми хитами.
30 мая 2022 года Netflix полностью отключил сервис на территории России.

## Собственники
По состоянию на декабрь 2021 82 % акций Netflix находились у институциональных инвесторов. Самые крупные из них, в числе которых Capital Group Companies, The Vanguard Group и BlackRock, владели не более чем по 8 % акций. Крупнейшие частные держатели владели не более чем 0,02 % акций.

## Технические детали и тарифы
Библиотека Netflix доступна для просмотра из большинства современных интернет-браузеров, также существуют приложения для мобильных платформ Android, iOS; приставок на базе Android TV и Apple TV, игровых консолей PlayStation и Xbox; и для многих моделей телевизоров с функцией Smart TV. С января 2016 года фильмы и сериалы от Netflix доступны клиентам в качестве до Ultra HD 4K (на территории США также в 3D-формате).
На октябрь 2021 года существуют три тарифа, каждый из которых открывает всю библиотеку сервиса.
- «Базовый» — позволяет смотреть видео на одном экране с качеством SD,
- «Стандартный» — на двух в HD,
- «Премиум» — на четырёх в HD или Ultra HD, когда это доступно. Доступен просмотр HDR-видео, сервис поддерживает 2 формата трансляций в HDR: Dolby Vision и HDR10.

Рекомендованные параметры от Netflix:
| Качество          | Рекомендованная потоковая скорость | Справка |
| ----------------- | ---------------------------------- | ------- |
| Мин. требуемое    | 0,5 Мбит/с                         | [ 50 ]  |
| Рекомендованное   | 1,5 Мбит/с                         | [ 50 ]  |
| SD                | 3,0 Мбит/с                         | [ 50 ]  |
| HD (720p и 1080p) | 5,0 Мбит/с                         | [ 50 ]  |
| Ultra HD (2160p)  | 25 Мбит/с                          | [ 51 ]  |

### Поисковые технологии
Согласно Bloomberg, по состоянию на апрель 2025 года Netflix тестирует более мощную систему поиска на основе искусственного интеллекта опирающуюся на технологии OpenAI. Пользователи могут находить контент не только по традиционным критериям (название, жанр, имена актёров), но и по описанию собственного настроения.
Новый режим доступен пользователям в Австралии и Новой Зеландии и только на платформе iOS. Планируется расширение географии и на США, но пока не будут задействованы другие платформы.

## Материалы

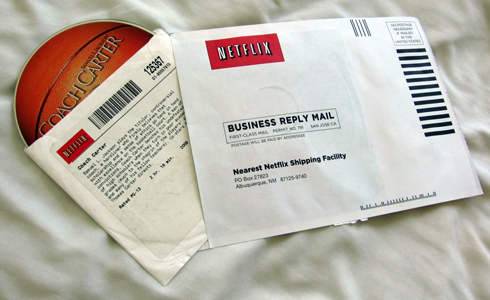
Открыт прокатный конверт Netflix, содержащий DVD Тренер Картер

### Netflix Original
Netflix Original — это материалы, которые производятся, выпускаются и распространяются самостоятельно компанией Netflix. В марте 2011 года Netflix начала производить оригинальные материалы для своей библиотеки, начав с политической драмы «Карточный домик», которая дебютировала в феврале 2013 года. Сериал спродюсирован Дэвидом Финчером, в главной роли Кевин Спейси.
Комедийно-драматический телесериал о жизни в женской тюрьме — «Оранжевый — хит сезона» — дебютировал в потоковом сервисе в июле 2013 года. Руководители Netflix сообщили, что этот сериал является самым популярным оригинальным сериалом Netflix. В феврале 2016 сериал был продлён на пятый, шестой и седьмой сезоны.
В ноябре 2013 года Netflix и Marvel Television объявили о заключении контракта на производство 5 сезонов сериалов, посвящённых супергероям Marvel — Сорвиголове, Джессике Джонс, Железному Кулаку и Люку Кейджу, а также мини-сериала «Защитники», объединяющего всех этих героев. В начале 2019 компания заявила о закрытии всех сериалов о героях Marvel.
В июле 2013 Netflix был первым кандидатом из поставщиков интернет-видео на премию «Эмми». Компания получила 14 номинаций, из которых сериал «Карточный домик» выиграл 9.
В мае 2016 года Netflix выпускает собственное Late Night Show — «Челси», которое ведёт американская комедиантка Челси Хэдлер. 30-минутное шоу выходит каждую среду, четверг и пятницу. В июле 2016 года шоу было продлено на второй сезон.
15 июля 2016 года состоялась премьера первого сезона американского научно-фантастического сериала «Очень странные дела», созданного братьями Дафферами. Он получил высокие оценки критиков, которые отметили атмосферность, актёрскую игру, режиссуру, музыкальное сопровождение и отсылки к жанровым фильмам 1980-х годов. Второй сезон, состоящий из девяти серий, был выпущен 27 октября 2017 года. В декабре 2017 года Netflix заказал третий сезон (8 эпизодов), премьера которого состоялась 4 июля 2019 года. 30 сентября 2019 на официальном канале сериала на YouTube подтвердилось, что сериал получит продолжение. В свет четвёртый сезон вышел 27 мая 2022 года. Сериал получил 6 премий «Эмми» и 30 номинаций, в том числе в категории «Лучший драматический сериал», четыре номинации на премию «Золотой глобус» и завоевал премию Гильдии киноактёров США за лучший актёрский состав в драматическом сериале в 2016 году.
31 марта 2017 года вышел новый сериал «13 причин почему».
Netflix заказывает и эксклюзивно транслирует на собственном онлайн-сервисе стендапы многих популярных комиков, таких как Луи Си Кей, Джим Джеффрис, Ник Офферман, Джимми Карр, Эми Шумер и другие. В октябре 2016 года стало известно, что Netflix заплатит Крису Року 40 миллионов долларов США за права на показ двух его выступлений.
28 декабря 2018 года на Netflix вышел интерактивный эпизод сериала «Чёрное зеркало», где зрители могли рассматривать различные варианты поворота сценария, смешивая воедино элементы игры и традиционного видео. В 2019 году вышло интерактивное шоу «Ты против дикой природы», в котором зрители могут управлять действиями ведущего — Беара Гриллса.

### Фильмы
Начиная с 2017 года Netflix начала приобретать права на распространение сторонних фильмов. Одним из первых приобретений стал фильм «Парадокс Кловерфилда», который Netflix приобрела у Paramount Pictures в начале 2018 года и запустила в трансляцию с 4 февраля 2018 года. Также компания купила права на дистрибуцию картин «Аннигиляция», «Закат цивилизации», «Маугли».
22 января 2019 года фильмы Netflix получили 15 номинаций на кинопремию «Оскар» и смогли одержать победу в 4 категориях, включая «Оскар» за лучший фильм на иностранном языке («Рома» Альфонсо Куарона).
13 января 2020 года фильмы Netflix получили 24 номинации на кинопремию «Оскар», однако выиграны были лишь 2 статуэтки.
15 марта 2021 года фильмы Netflix получили 35 номинаций на кинопремию «Оскар» и выиграли 7 статуэток, в том числе за фильмы «Манк» и «Ма Рейни: Мать блюза».

### Видеоигры
В июле 2021 года компания объявила о планах расширить свою подписку доступом к видеоиграм, в том числе основанным на сериалах и фильмах стримингового сервиса. На начальном этапе Netflix будет ориентироваться в первую очередь на игры для мобильных устройств, однако в дальнейшем на платформе также появятся игры для консолей и ПК. Видеоигры будут доступны подписчикам Netflix бесплатно, в них также не будет рекламы и внутриигровых покупок.
В ноябре 2021 года компания открыла подписчикам доступ к пяти мобильным играм, доступным через приложение Netflix на устройствах Android. В дальнейшем планируется запустить видеоигры и для других операционных систем.

### Прямые трансляции
В марте 2023 года Netflix впервые провёл прямую трансляцию комедийного шоу Криса Рока. После этого в апреле в прямом эфире была показана программа «Любовь слепа». С тех пор в прямом эфире прошло множество шоу. C января 2025 год флагманское шоу крупнейшего рестлинг-промоушена WWE — Raw будет транслироваться на Netflix, стоимость 10-летнего контракта оценивается в 5 млрд долларов. С Raw у Netflix появится шоу, которое будет идти еженедельно круглый год.

## Галерея

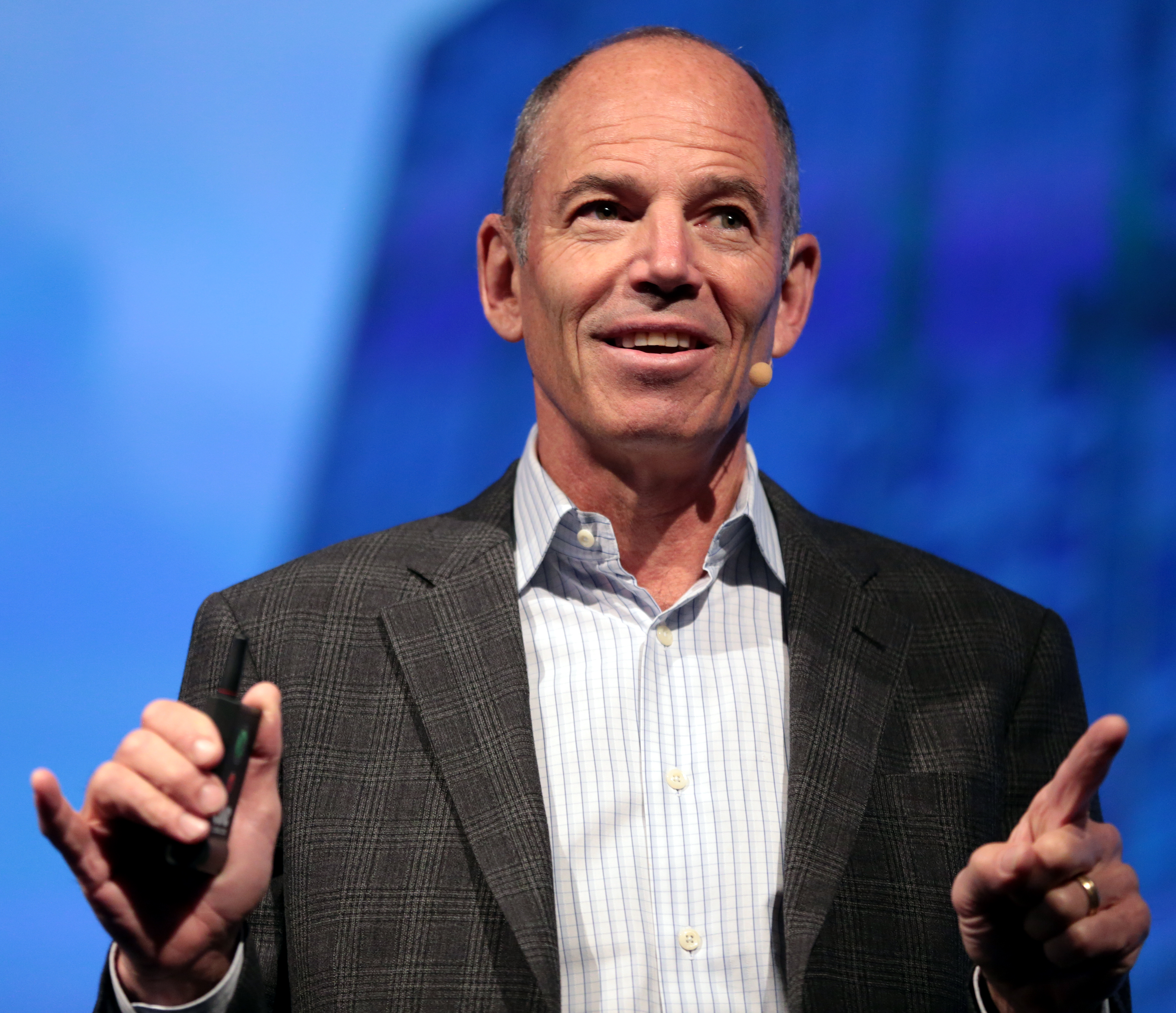
Марк Рэндольф, соучредитель Netflix и первый генеральный директор компании
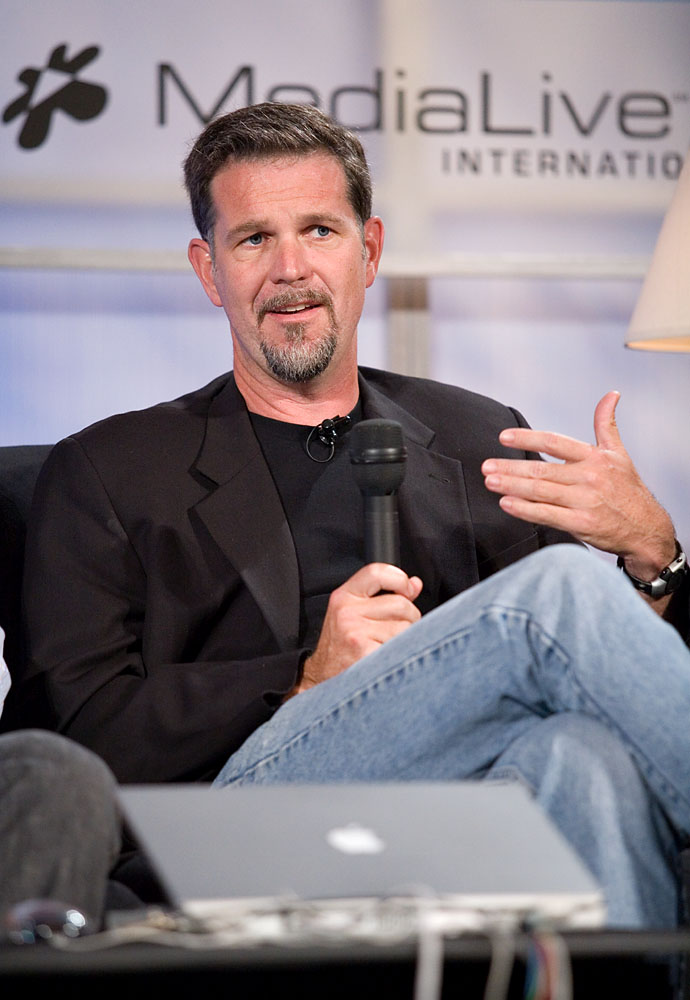
Рид Хастингс, соучредитель и действующий председатель и генеральный директор
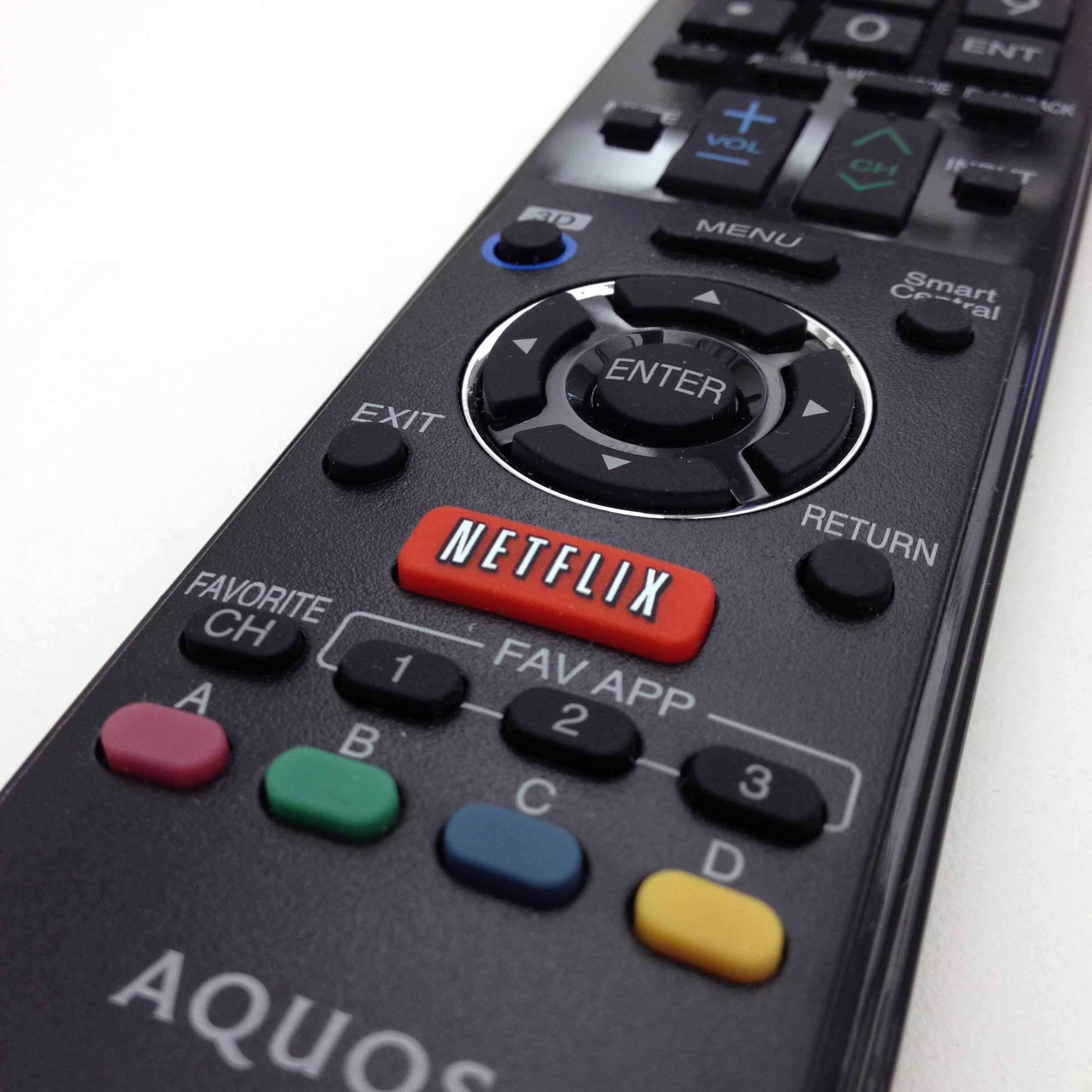
Пульт дистанционного управления Aquos[англ.] с кнопкой Netflix
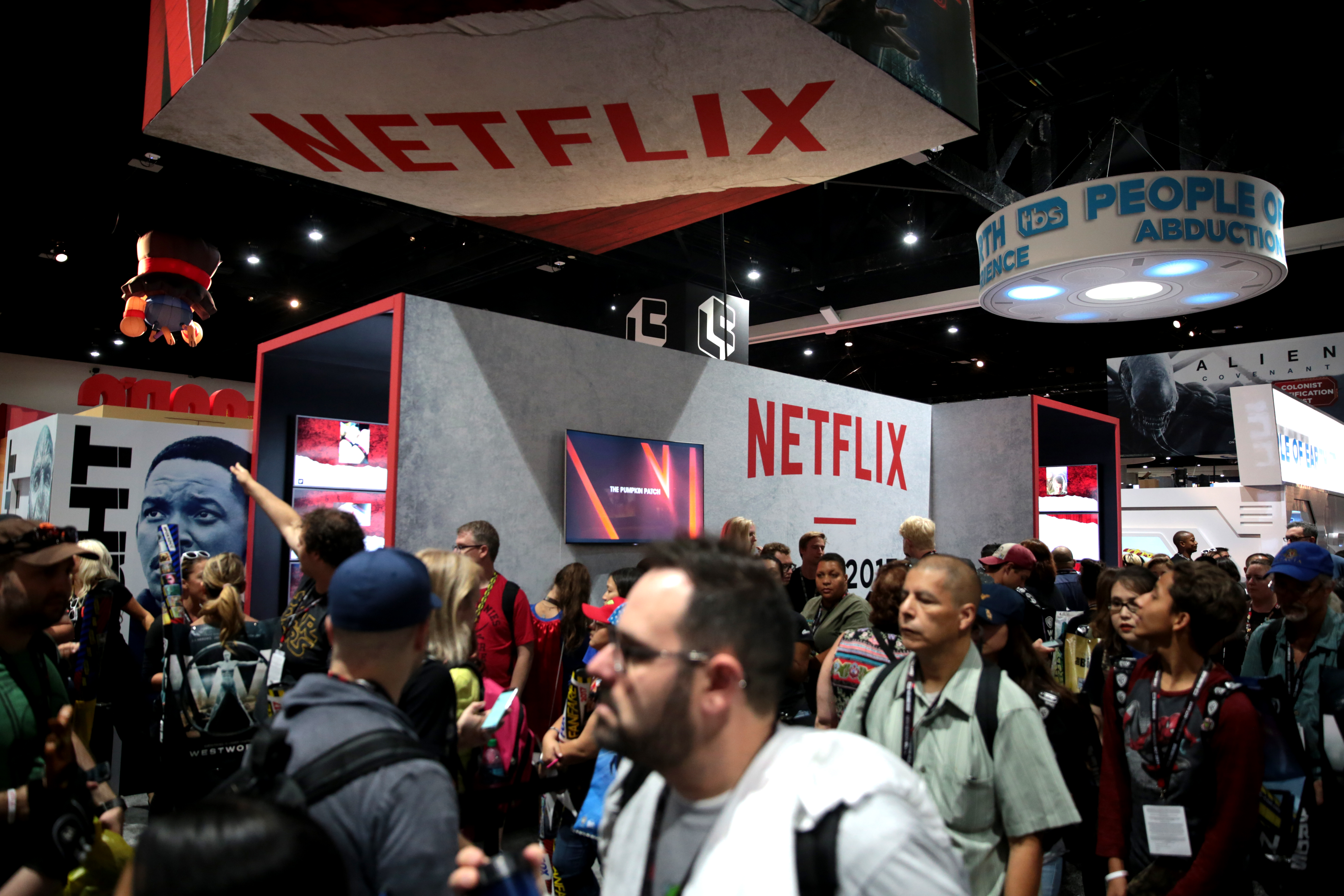
Стенд Netflix на San Diego Comic-Con 2017
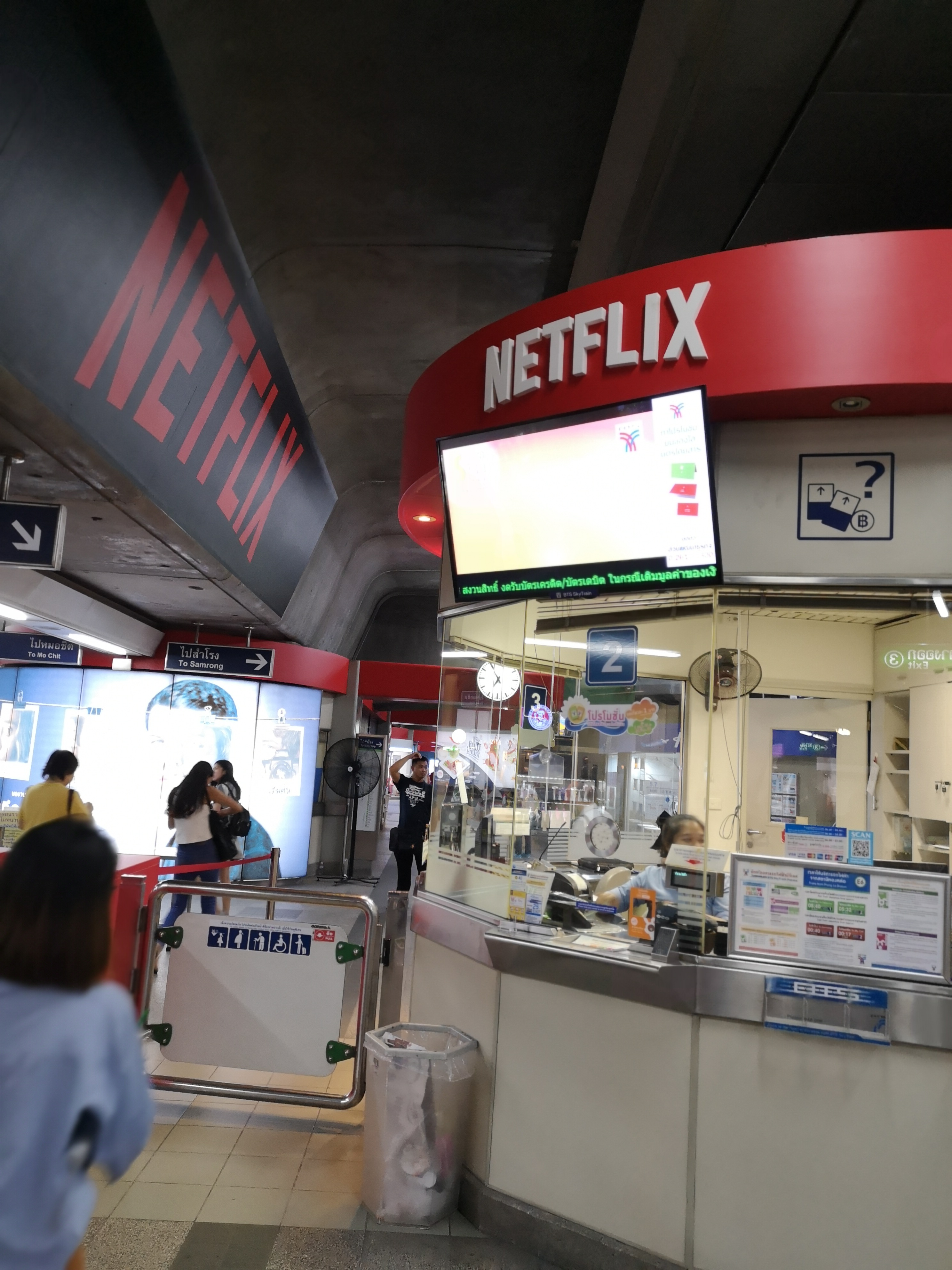
Реклама Netflix на станции Тонг Ло БТС[англ.], Бангкок